# Référendum constitutionnel guinéen de 2025
Le référendum constitutionnel guinéen de 2025 a lieu le 21 septembre 2025 en Guinée afin de permettre à la population de se prononcer sur l'adoption d'une nouvelle constitution.
Le référendum a lieu quatre ans après la prise de pouvoir du général Mamadi Doumbouya, qui a renversé le président Alpha Condé par un coup d'État en 2021.

## Contexte

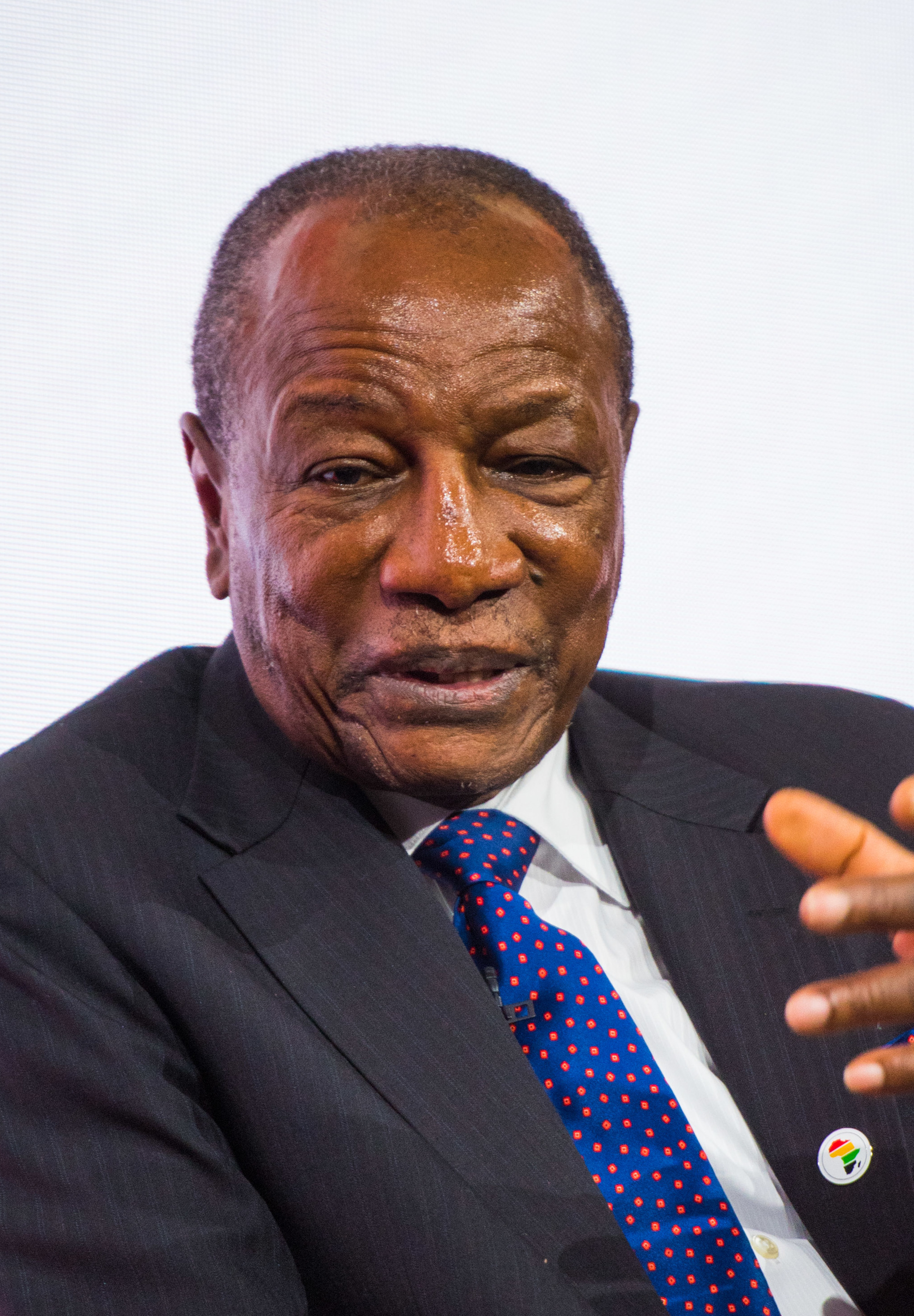
Le président Alpha Condé en 2020.

La constitution proposée par référendum doit mettre fin à la période de transition entamée par le coup d'État de 2021 à l'encontre du président de la République Alpha Condé. Au pouvoir depuis 2010, ce dernier est contesté depuis sa réélection en 2020 pour un troisième mandat, après avoir fait modifier par référendum la Constitution pour remettre à zéro le compteur de ses mandats passés et être de nouveau éligible.
Après sa réélection, réputé pour son « micro-management » et sa tendance à vouloir tout contrôler, Alpha Condé adopte une gouvernance de plus en plus solitaire, concentrant la gestion du pays sur sa personne,. 
Le 5 septembre 2021 vers 8 h (heure locale), des soldats du groupements des forces spéciales menés par le colonel Mamadi Doumbouya organisent un coup d’État et revendiquent la capture d'Alpha Condé. Ils annoncent la suspension de la Constitution, la dissolution du gouvernement et des institutions, la fermeture des frontières et la création d'un « Comité national du rassemblement et du développement » pour diriger le pays. Le colonel Doumbouya prend la tête du pays en tant que président de la Transition. Le 24 janvier 2024, Mamadi Doumbouya est élevé au grade de général de corps d'armée des forces armées de la Guinée. Il quitte la tête des groupements des forces spéciales, puis devient général d'armée en décembre 2024,.
Un avant-projet de Constitution est présenté le 29 juillet 2024; le texte prévoit, entre autres, que la nouvelle Constitution ne pourra pas être révisée "avant l'écoulement de la période de trente (30) années, à compter de la date de sa promulgation". Un décret du 1er avril 2025, pris par le général Mamadi Doumbouya, Président de la République, fixe la date du référendum constitutionnel au 21 septembre 2025,. Le corps électoral est convoqué en ce sens le 4 aout suivant.

## Objet
Le référendum du 21 septembre 2025 porte sur l'adoption d'une nouvelle constitution qui doit remplacer celle de la 4ème République Guinéenne, adoptée cinq ans plus tôt en mars 2020. Elle vise à finir la transition et le retour à l'ordre constitutionnel après le Coup d'État de 2021.
Le projet de nouvelle constitution conserve un régime présidentiel fort avec un pouvoir exécutif concentré entre les mains du Président la République, élu au scrutin uninominal majoritaire à deux tours pour un mandat de sept ans renouvelable une fois, au lieu de six ans renouvelable une fois selon la Constitution de 2020. L'avant-projet fixait la durée du mandat à cinq ans. Cet allongement est justifié par les autorités par des raisons économiques et de stabilité, ainsi que pour éviter la polarisation du pays,,. Le projet revient sur l'article 46 de la Charte de la transition du 27 septembre 2021 qui interdisait au Président et aux membres du Comité national du rassemblement pour le développement de candidater aux élections nationales et locales organisées pour marquer la fin de la transition. Le général Mamadi Doumbouya pourrait donc se présenter à la prochaine élection présidentielle; le texte impose aux candidats à cette élection d'être âgés de 40 ans au moins et de 80 ans au plus. Le Parlement devient bicaméral avec la mise en place d'un Sénat.
Selon le projet de nouvelle Constitution, le Président de la République « oriente et contrôle la mise en œuvre de la politique de la Nation ». Il nomme le Premier ministre et met fin à ses fonctions, dispose du droit de grâce, conduit la politique extérieure de l’État et est le chef suprême des armées. Le Gouvernement « définit et met en œuvre la Politique de la Nation sous l'autorité du Président de la République ».
Le Parlement est bicaméral, avec pour chambre basse l'Assemblée nationale, élue au suffrage direct pour cinq ans, et le Sénat, élu aux deux tiers au suffrage indirect et nommé pour un tiers par le Président de la République pour six ans.
L'Assemblée nationale vote seule la loi dans certaines matières, dont les lois de finances. En cas de « désaccord persistant entre l'Assemblée nationale et le Gouvernement sur une question fondamentale », elle peut voter une motion de censure à l’encontre du gouvernement, adoptée à la majorité qualifiée des deux tiers des députés. En contrepartie, elle peut être dissoute par le Président de la République pour les même raisons. Si les élections législatives anticipées alors organisées renvoient à l'Assemblée nationale une majorité de Députés favorable à la position adoptée par l'ancienne majorité sur la question qui a provoqué la dissolution, le Gouvernement est tenu de démissionner. 
Le Sénat est définit comme une Assemblée représentative des collectivités décentralisées et des diverses composantes socioprofessionnelles de la Nation. Il vote la loi de concert avec l'Assemblée nationale dans certaines matières, et donne son avis au Président de la République sur les propositions de nomination aux hautes fonctions civiles, après audition à huis clos des personnes proposées.

## Résultats
| Choix                     | Votes | %   |
| ------------------------- | ----- | --- |
| Pour                      |       |     |
| Contre                    |       |     |
|                           |       |     |
| Votes valides             |       |     |
| Votes blancs et invalides |       |     |
| Total                     |       | 100 |
| Abstention                |       |     |
| Inscrits/Participation    |       |     |